# Potamotherium
Potamotherium is een geslacht van uitgestorven marterachtige zoogdieren, dat voorkwam in het Vroeg-Mioceen van Frankrijk en Duitsland. Het is eerder toegewezen aan de marterachtigenfamilie, maar recent werk suggereert dat het een primitief familielid van vinpotigen vertegenwoordigt.

## Beschrijving
Dit 150 centimeter lange dier had een lang, gestroomlijnd lichaam met een lange staart en korte poten met elk vijf tenen, waartussen zich zwemvliezen hadden ontwikkeld. Zijn reukzin was niet erg goed ontwikkeld, maar zijn zicht en gehoor was des te beter, hetgeen uitstekend van pas kwam tijdens zijn zoektocht naar prooi. Met een flexibele ruggengraat en een gestroomlijnde vorm was het waarschijnlijk een goede zwemmer.

## Leefwijze
Dit dier is de oudste bekende otter. Het leefde nabij rivieren, waar het zich al springende door de oevervegetatie verplaatste. Eenmaal in het water, ontpopte het dier zich als een uitstekende zwemmer, die pijlsnel kon duiken en achter zijn prooi aanjagen, die hoofdzakelijk uit vis bestond.

## Classificatie
Het geslacht werd voor het eerst beschreven in 1833. Carroll (1988) wees het toe aan de familie Mustelidae als lid van de onderfamilie Oligobuninae. Onlangs werd echter verondersteld dat Potamotherium helemaal geen marterachtige was, maar eerder een zeer basale vinpotige. Berta et al. (2018) plaatste Potamotherium samen met Puijila en Semantor in de familie Semantoridae.
Er zijn twee soorten geïdentificeerd in het geslacht: de typesoort Potamotherium valletoni en Potamotherium miocenicum.

## Verspreiding
Vondsten variëren van de middelste breedtegraden van Europa en Noord-Amerika, dateren van de Oligoceen/Mioceen-grens en overleefden tot het einde van het Mioceen. Het is door verschillende onderzoekers geïnterpreteerd als een basale, niet-mariene voorouder van zeehonden en zeeleeuwen, wat duidt op een zoetwaterfase in de evolutionaire overgang van vinpotigen van land naar zee. Als Potamotherium inderdaad een vinpotige was in plaats van een marterachtige, dan waren zijn verwanten mogelijk vroege beren (wiens voorouders destijds klein en over het algemeen wezelachtig waren).

## Vondsten
Er zijn behoorlijk wat fossielen van dit dier gevonden in Frankrijk. Dit is mede te danken aan het feit, dat dit dier in de buurt van water leefde, hetgeen de kans vergrootte om begraven te worden onder sediment en zodoende te fossiliseren.